# Mateo Ružić
Mateo Ružić (* 16. August 1994) ist ein kroatischer Sprinter, der sich auf den 400-Meter-Lauf spezialisiert hat.

## Sportliche Laufbahn
Erste internationale Erfahrungen sammelte Mateo Ružić im Jahr 2011, als er bei den Jugendweltmeisterschaften im nordfranzösischen Villeneuve-d’Ascq in der Metropolregion Lille bis in das Halbfinale gelangte und dort mit 50,47 s ausschied. Im Jahr darauf gewann er bei den Balkan-Hallenmeisterschaften in Istanbul in 47,33 s die Silbermedaille und schied bei den Juniorenweltmeisterschaften in Barcelona mit 47,46 s im Halbfinale aus. 2013 siegte Ružić bei den Balkan-Hallenmeisterschaften in Istanbul in 47,13 s und schied anschließend bei den Halleneuropameisterschaften in Göteborg mit 47,42 s im Halbfinale aus. Mitte Juli belegte er bei den Junioreneuropameisterschaften in Rieti in 46,84 s den vierten Platz über 400 Meter und wurde mit der kroatischen 4-mal-400-Meter-Staffel im Vorlauf disqualifiziert. Anschließend gewann Ružić bei den Balkan-Meisterschaften in Stara Sagora in 47,38 s die Silbermedaille und siegte mit der Staffel in 3:08,66 min. 2014 gewann er bei den Balkan-Hallenmeisterschaften in 47,99 s die Bronzemedaille und bei den Freiluftmeisterschaften in Pitești gewann  in 47,41 s ebenfalls die Bronzemedaille über 400 Meter und sicherte sich mit der Staffel in 3:09,31 min Bronze. Kurz darauf scheiterte er bei den Europameisterschaften in Zürich mit 47,06 s in der ersten Runde und verpasste auch mit der Staffel mit 3:12,73 min den Finaleinzug. 
2015 belegte Ružić bei den Balkan-Hallenmeisterschaften in Istanbul in 48,88 s den sechsten Platz im C-Lauf und bei den Freiluftmeisterschaften in Pitești wurde er in 47,47 s Zweiter im B-Lauf, belegte mit der 4-mal-100-Meter-Staffel in 41,24 s den vierten Platz und gewann mit der 4-mal-400-Meter-Staffel in 3:07,62 min die Silbermedaille. Im Jahr darauf siegte er bei den Balkan-Meisterschaften in Pitești in 46,31 s über 400 Meter und gewann mit der 4-mal-400-Meter-Staffel in 3:08,54 min die Silbermedaille. Kurz darauf erreichte Ružić bei den Europameisterschaften in Amsterdam das Halbfinale, in dem er mit 47,19 s ausschied. 2017 schied er bei den Halleneuropameisterschaften in Belgrad mit 47,66 s im Vorlauf aus und bei den Balkan-Meisterschaften in Novi Pazar siegte er in 47,22 s erneut über 400 Meter. Anschließend nahm Ružić erstmals an der Sommer-Universiade in Taipeh teil und schied dort mit 46,90 s im Halbfinale aus. Im Jahr darauf schied Ružić bei den Europameisterschaften in Berlin mit 47,32 s in der Vorrunde über 400 Meter aus und verpasste auch mit der Staffel in 3:07,80 min den Finaleinzug. 
2019 kam er bei den Balkan-Hallenmeisterschaften in Istanbul in 48,31 s auf den fünften Platz und siegte mit der Staffel in 3:13,99 min. Anschließend startete Ružić erneut bei den Studentenweltspielen in Neapel und schied dort mit 48,09 s im Halbfinale aus. Daraufhin wurde er bei den Balkan-Meisterschaften in Prawez in 47,89 s Vierter über 400 Meter und erreichte im 200-Meter-Lauf in 22,33 s Rang acht im B-Finale, während er mit der Staffel in 3:14,62 min die Bronzemedaille gewann. Im Jahr darauf belegte Ružić bei den Balkan-Hallenmeisterschaften in Istanbul in 47,79 s den fünften Platz und bei den Freiluftmeisterschaften in Cluj-Napoca wurde er in 47,99 s Zweiter im B-Lauf. 2021 erreichte er bei den Balkan-Hallenmeisterschaften in 47,92 s Rang neun und schied kurz darauf bei den Halleneuropameisterschaften in Toruń mit 47,49 s im Vorlauf aus. Ende Juni wurde er bei den Balkan-Meisterschaften in Smederevo in 48,07 s Siebter über 400 m und gewann im Staffelbewerb in 3:11,56 min die Bronzemedaille. 2022 startete er bei den Mittelmeerspielen in Oran und verpasste dort mit 47,79 s den Finaleinzug über 400 Meter und im Jahr darauf gelangte er bei den Balkan-Meisterschaften in Kraljevo mit 52,96 s auf den dritten Platz im B-Lauf über 400 m Hürden.
In den Jahren 2012, 2014, 2016 und 2017 sowie von 2019 bis 2021 wurde Ružić kroatischer Meister im 400-Meter-Lauf im Freien sowie 2017 und 2020 und 2021 und 2023 auch in der Halle. Zudem siegte er 2019 und von 2021 bis 2023 mit der 4-mal-400-Meter-Staffel seines Vereins im Freien sowie von 2021 bis 2023 in der Halle. 2021 siegte er auch in der 4-mal-100-Meter-Staffel.

## Persönliche Bestleistungen
- 200 Meter: 21,37 s (−0,3 m/s), 19. Juli 2017 in Novo Mesto
  - 200 Meter (Halle): 22,01 s, 28. Januar 2014 in Wien
- 400 Meter: 46,13 s, 20. Juni 2017 in Velenje
  - 400 Meter (Halle): 46,74 s, 10. Februar 2017 in Linz
- 400 m Hürden: 51,49 s, 15. Juni 2016 in Zagreb